# Ed Gross
Edwin T. „Ed” Gross (ur. 19 września 1916, zm. 29 czerwca 1985 w Seattle) – amerykański gimnastyk, medalista Olimpijski z Los Angeles.